# Eucytherura complexa
Eucytherura complexa är en kräftdjursart som först beskrevs av Brady.  Eucytherura complexa ingår i släktet Eucytherura och familjen Cytheruridae. Inga underarter finns listade i Catalogue of Life.